# Strömstad
Strömstad (pronunciació: escoltar la pronúncia) és una ciutat de la província de la Bohuslän, en la regió històrica de Götaland, situada en el Sud de Suècia. És la seu del municipi de Strömstad, pertanyent al comtat de Västra Götaland. Ocupa 4,66 quilòmetres quadrats i segon cens de 2018, tenia 7.374 habitants. Està situada en el litoral nord de Bohuslän, a 25 km a nord-oest de la ciutat de Tanumshede. Era una petita localitat noruega de pescadors fins a la seva conquesta per Suècia el 1658, que la va transformar en localitat comercial (köping) el 1667, com a contrapés a la ciutat comercial noruega de Halden. Va adquirir, en 1676, l'estatus de ciutat (stadsprivilegier)

## Etimologia i ús
El nom geogràfic Strömstad deriva de la paraula Strömmen (nom d'un antic llogaret de pescadors del Segle XVII). La localitat està esmentada com a Strömsta el 1672.

## Comunicacions
A pocs quilòmetres de Strömstad passa la carretera europea I6 (Malmö-Göteburg-Oslo). La línia fèrria de Bohus connecta Strömstad a Uddevalla i Göteborg. Disposa de connexions marítimes a la Illes Koster i a la ciutat de Sandefjord (Noruega).

## Economia
L'economia tradicional de Strömstad està dominada pel turisme i pel comerç amb Noruega.

## Turisme
Strömstad atreu centenars de milers de turistes anualment, especialment noruecs.
Els punts turístics més buscats actualment són:
- Illes Koster (Kosteröarna) - Dues illes en l'estret d'Escagerraque a oest de la ciutat
- Krokstrand – Petit llogaret de talladors de pedra
- Reserva natural de Saltö (Saltö naturreservat) – Reserva natural amb pins centenaris i locals de bany.

## Galeria

Strömstad
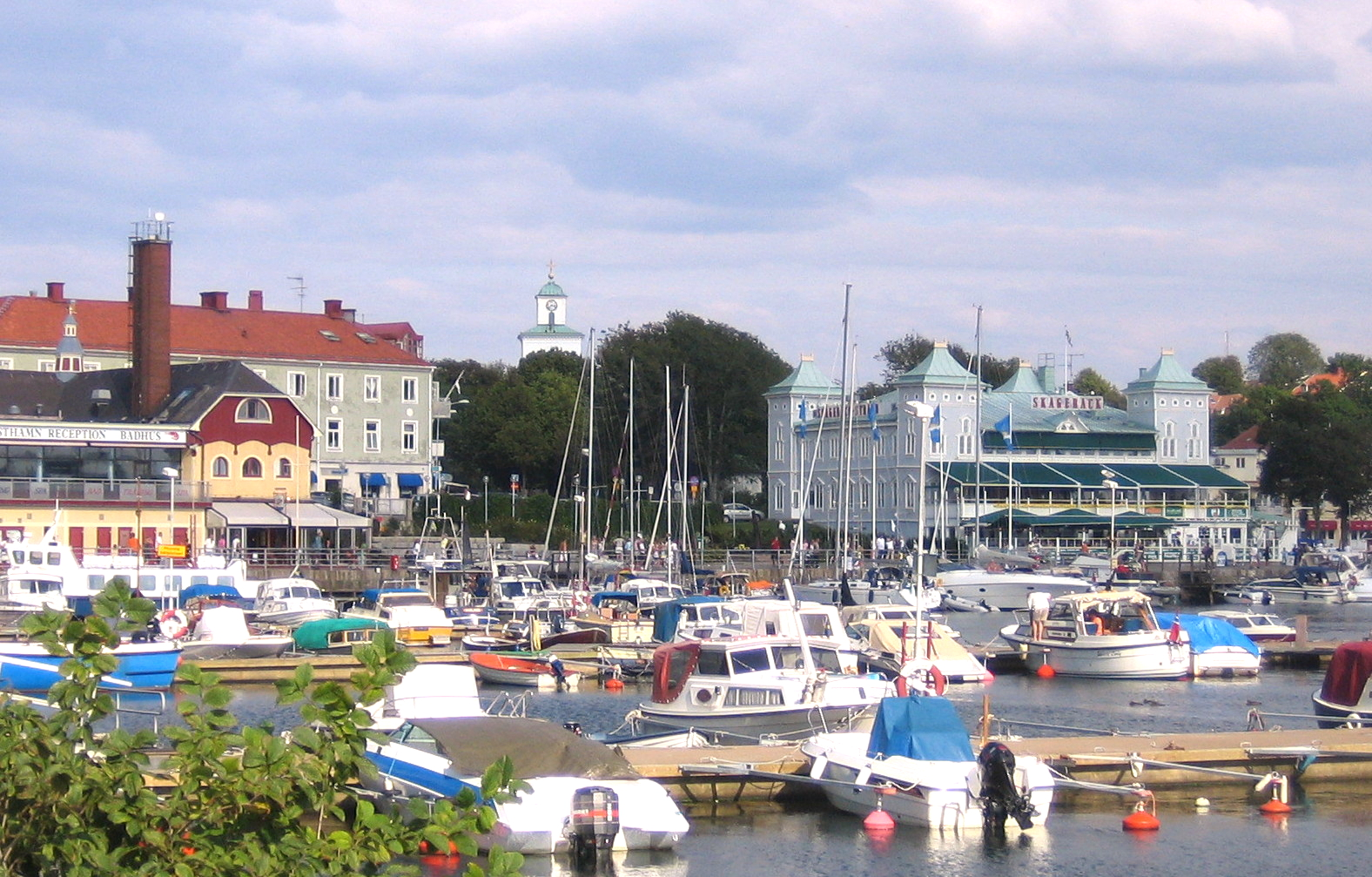
El port sud de Strömstad
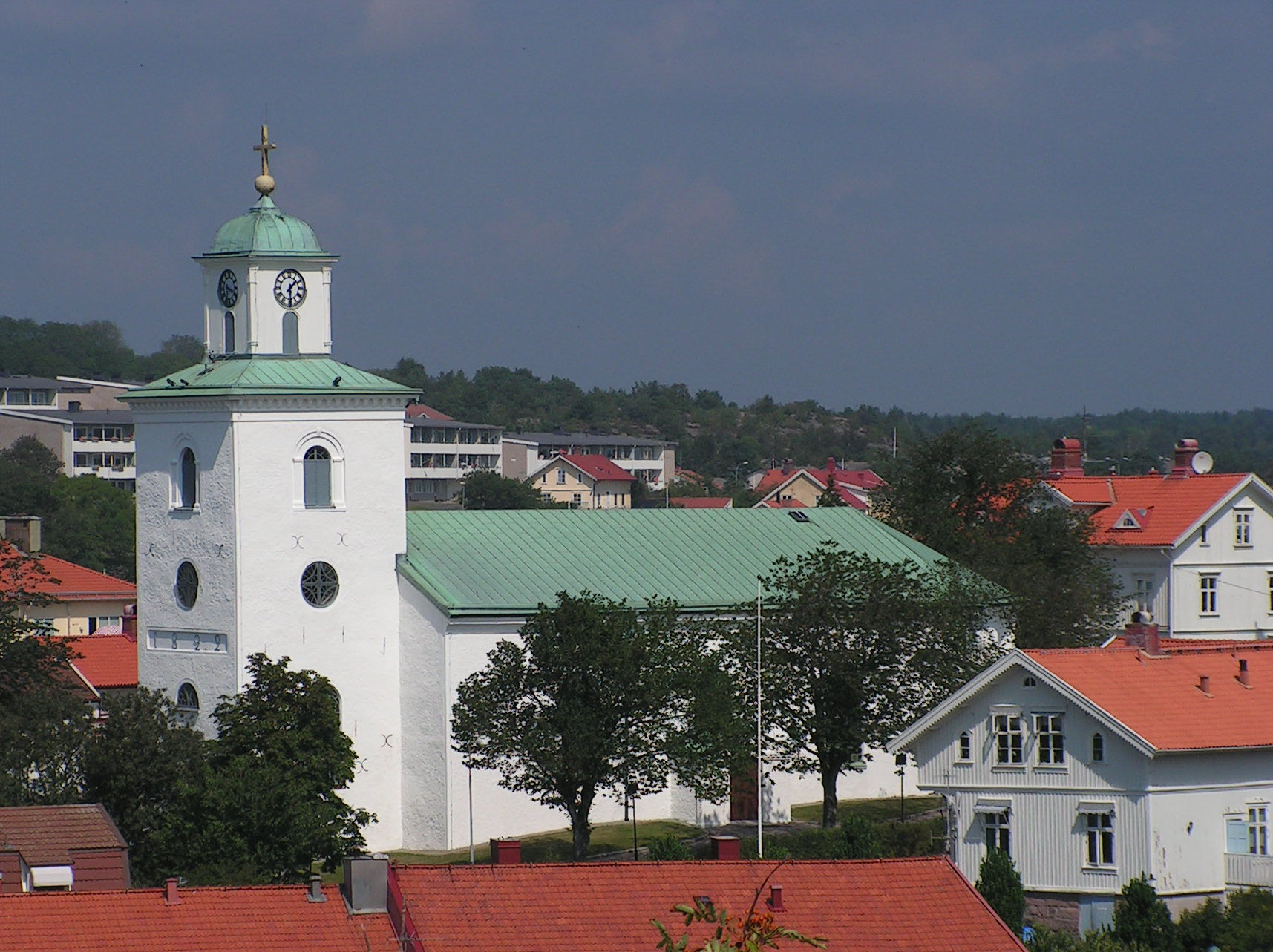
L'església de Strömstad
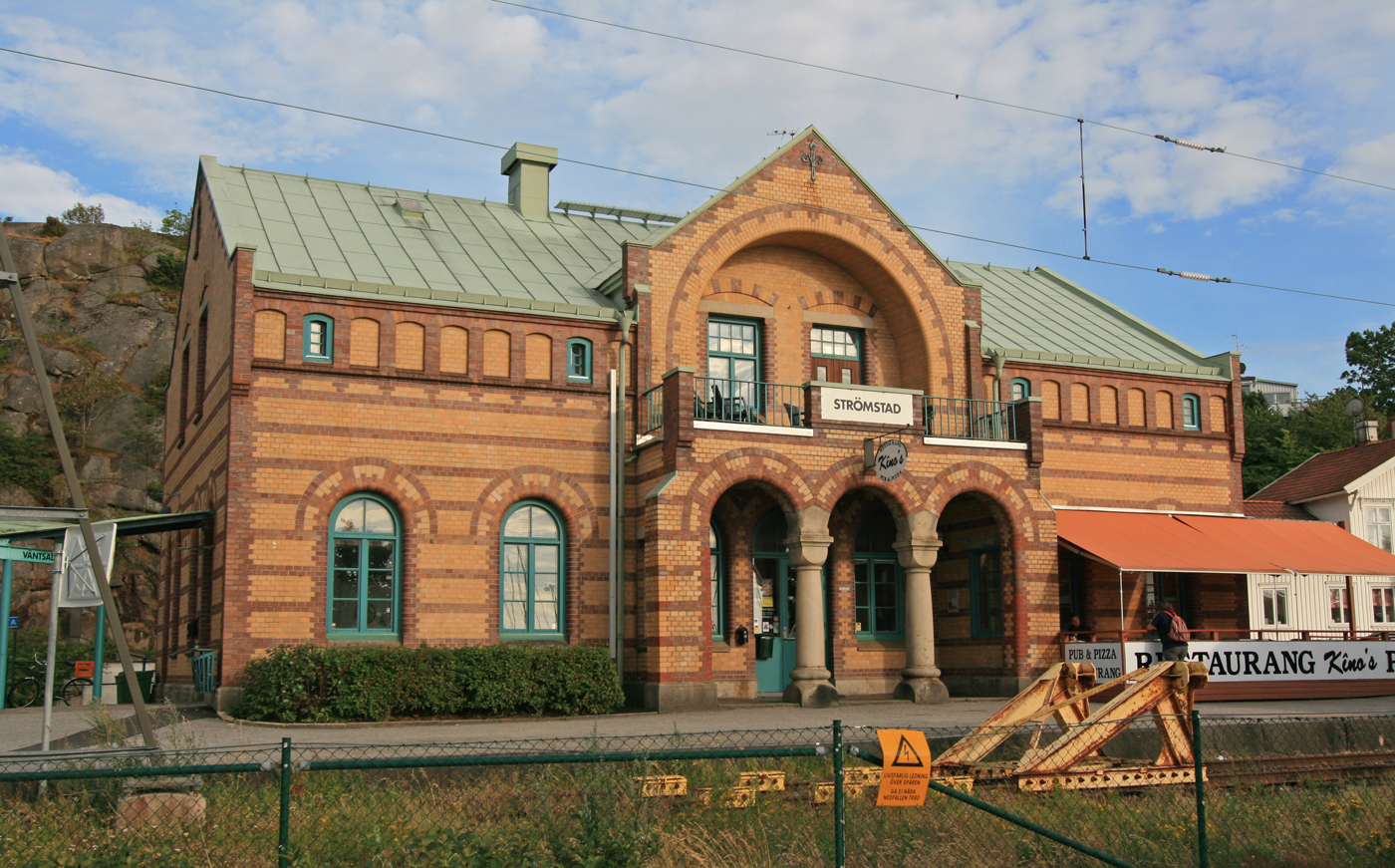
L'estació ferroviària de Strömstad
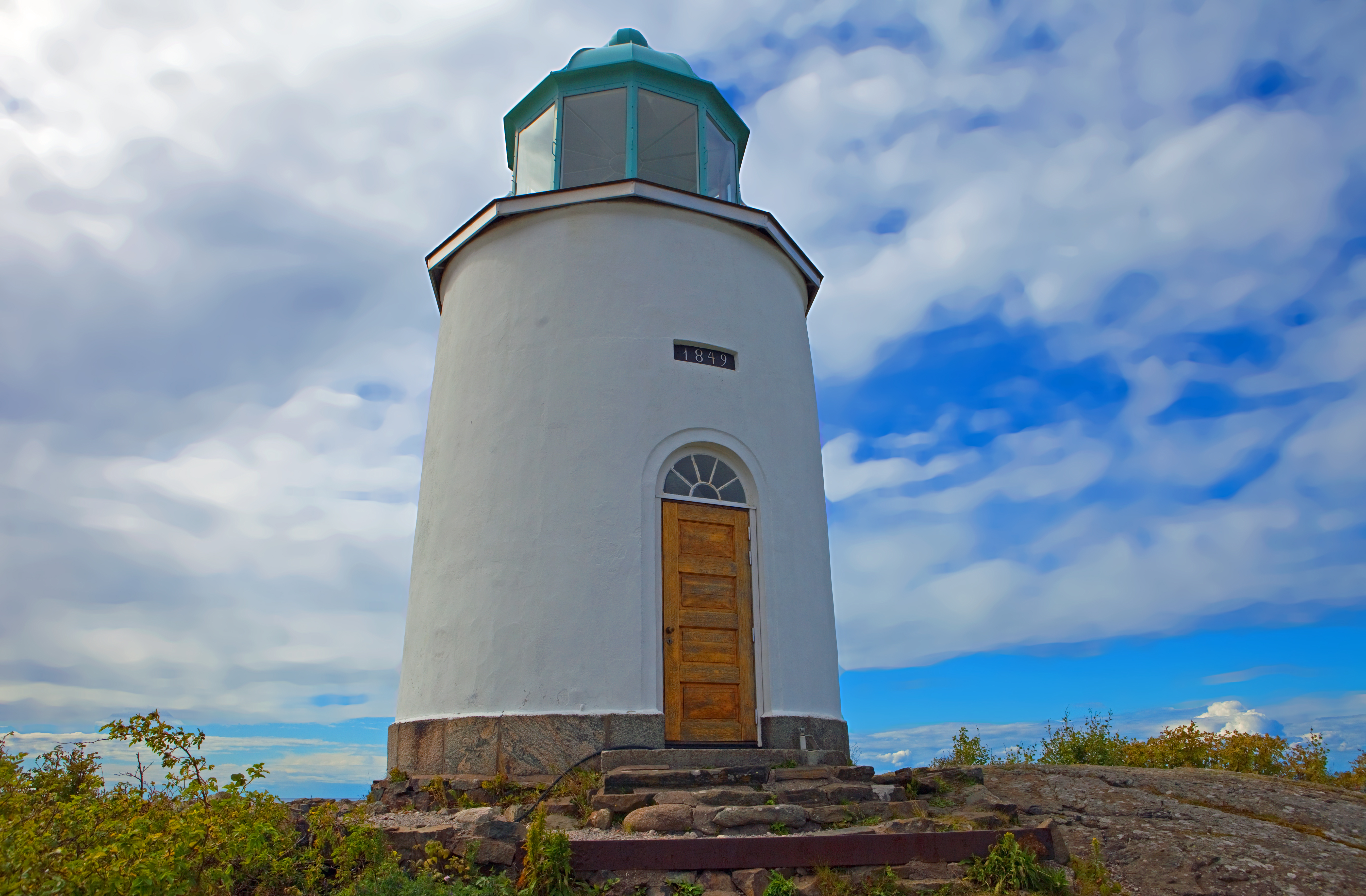
El far de Koster Nord